# 吉見純麿
吉見 純麿（よしみ すみまろ、1957年2月11日 - ）は、日本の俳優。大阪府出身。宝井プロジェクトに所属していた。
本名同じ。旧芸名は吉見 純磨。
身長173cm。特技はミイム、ギター、河内弁。
現在は地元である大阪市に戻り、芸能界は引退状態である。

## 出演

### テレビドラマ

#### NHK
- 大河ドラマ
  - 翔ぶが如く 第二部（1990年） - 洋服屋
  - 琉球の風（1993年）
  - 八代将軍吉宗（1995年） - 町人
  - 天地人（2009年） - 公家
- 金曜時代劇
  - 十時半睡事件帖（1994年）
  - スキッと一心太助（1999年） - 目付衆
- 連続テレビ小説 / すずらん（1999年） - サラリーマン
- ドラマDモード / 喪服のランデヴー（2000年） - 医師
- NHK夜の連続ドラマ（2004年）
  - トキオ 父への伝言 - 運転手
  - 結婚のカタチ - おもちゃ屋店員
- 月曜ドラマシリーズ / ハチロー〜母の詩、父の詩〜（2005年）

#### 日本テレビ
- 土曜ドラマ / 君といた未来のために 〜I'll be back〜（1999年）
- 熱血恋愛道（1999年）
- 火曜サスペンス劇場
  - 警視庁鑑識班12（2001年） - 総務部長
  - 刑事・鬼貫八郎17（2004年）
- 仔犬のワルツ（2004年） - 麻酔医

#### TBS
- 仮面ライダーBLACK（1988年）
- 東芝日曜劇場→日曜劇場
  - 鳩のいる風景（1988年）
  - 理想の上司 第8話（1997年）- 運転手  [3]
  - なにさまっ!（1998年）
  - オレンジデイズ（2004年）
  - ハタチの恋人（2007年）
  - 佐々木夫妻の仁義なき戦い（2008年）
- 金曜ドラマ
  - ジューン・ブライド（1995年）
  - 青い鳥（1997年）
  - ヤンキー君とメガネちゃん（2010年）
- ママチャリ刑事（1999年）
- ウルトラシリーズ
  - ウルトラマンガイア（1999年） - 医師
  - ウルトラマンコスモス（2001年） - 関教授
  - ウルトラマンマックス（2005年） - 医師
- L×I×V×E（1999年）
- ハンドク!!!（2001年） - 綾の父
- First Love（2002年） - 神父
- 愛の劇場 / 太陽と雪のかけら（2002年） - 坪井医師
- 月曜ミステリー劇場 / 早乙女千春の添乗報告書15（2004年） - 執刀医
- 孤独の賭け〜愛しき人よ〜（2007年）
- 月曜ゴールデン / 万引きGメン・二階堂雪16（2007年） - 安岡

#### フジテレビ
- 金曜ドラマシアター / ざけんなョ!!シリーズ
  - 「主婦たちのざけんなョ!!」（1992年）
  - 「ざけんなョ!!8」（1995年）
- ナニワ金融道2（1996年）
- 金曜エンタテイメント
  - 女弁護士水島由里子の危険な事件ファイル（1997年）
  - 音の犯罪捜査官 響奈津子4（2001年） - 電気メーカー担当者
- 月9
  - 天気予報の恋人（2000年） - スーパー店長
  - ガリレオΦ（エピソードゼロ）（2008年）
  - 婚カツ!（2009年）
- 花村大介（2000年） - 中年男
- 木曜劇場
  - カバチタレ!（2001年） - 梅代の夫
  - 薔薇の十字架（2002年） - 医師
  - 僕だけのマドンナ（2003年） - 斉藤
- ルーキー!（2001年）
- 救命病棟24時
  - （2001年） - 河原崎誠
  - （2009年）
  - （2010年）
- 土曜ドラマ
  - 33分探偵（2008年） - 警備員
  - 帰ってこさせられた33分探偵（2009年）
- フリーター、家を買う。（2010年） - 豊川一平

#### テレビ朝日
- 木曜ドラマ / 七人の女弁護士（1991年）
- 水曜21時
  - さすらい刑事旅情編（1992年）
  - はぐれ刑事純情派（1996年）
  - はみだし刑事情熱系（1997年）
  - 相棒（2012年） - 帯川運送社員
- 月曜ドラマ・イン
  - さんかくはぁと（1995年）
  - イグアナの娘（1996年）
  - チェンジ!（1998年）
  - 天国のKiss（1999年）
  - 月下の棋士（2000年） - 記録係
- 土曜ワイド劇場 / 特急車掌永瀬はるかの事件簿（1999年）
- 金曜ナイトドラマ
  - YASHA-夜叉-（2000年） - 透子の父
  - 嫉妬の香り（2001年）
  - キミ犯人じゃないよね?（2008年） - 大熊タカシ
  - ハガネの女（2010年）
- 伊藤潤二恐怖コレクション「墓標の町」（2000年）
- 未来戦隊タイムレンジャー（2000 - 2001年） - 高橋（渡の秘書）
- サントリーミステリー大賞スペシャル「運命が見える手」（2003年）
- 愛・命 〜新宿歌舞伎町駆け込み寺〜（2011年）

#### テレビ東京
- 歴史サスペンス 隠密・奥の細道（1988年）
- 大江戸捜査網（1990年）
- 超光戦士シャンゼリオン（1996年）
- 女と愛とミステリー / 監察医・篠宮葉月 死体は語る（2001年） - 釣り人

#### WOWOW
- 連続ドラマW
  - シリウスの道（2008年）
  - パンドラIII 革命前夜（2011年）

### テレビ番組
- 中居正広の金曜日のスマイルたちへ（TBS）

### 映画
- つる -鶴-（1988年）
- バカヤロー! 私、怒ってます（1988年）
- 夢（1990年）
- まあだだよ（1993年）
- 夜逃げ屋本舗2（1993年）
- 仔犬ダンの物語（2002年） - 団地の住民